# Centrala Kanada

Centrala Kanada, så som det definieras politiskt

Centrala Kanada (engelska: Central Canada) är den del av Kanada som omfattar de två största och folkrikaste provinserna: Ontario och Quebec. På grund av den höga folkmängden har de spelat en viktig roll i Kanadas politiska liv. Fram till 1867, då Kanadensiska konfederationen började skapas, syftade begreppet Kanada bara på det som senare kom bli centrala Kanada. I dag används begreppet sällan, och i stället talar man om de två olika provinsernas namn.

### Fotnoter
1. ↑  ”National Post View: Couillard touts the force of Central Canada” (på engelska). National Post. 12 maj 2015. http://news.nationalpost.com/full-comment/national-post-view-couillard-touts-the-force-of-central-canada. Läst 8 november 2015.